# Disulcina
Disulcina is een geslacht van uitgestorven kreeftachtigen uit de klasse van de Ostracoda (mosselkreeftjes).

## Soorten
- Disulcina explicata (Sarv, 1959) Sidaravichiene, 1973 †
- Disulcina longocristata (Schallreuter, 1982) Sidaravichiene, 1992 †
- Disulcina minata Sidaravichiene, 1971 †
- Disulcina persona (Schallreuter, 1982) Sidaravichiene, 1992 †